# Austen Chamberlain
Sir Joseph Austen Chamberlain, född 16 oktober 1863 i Birmingham, död 17 mars 1937 i London, var en brittisk politiker (konservativ), partiledare under en kort interimstid 1921–1922. Han var son till Joseph Chamberlain och halvbror till premiärminister Neville Chamberlain.
Chamberlain fick sin utbildning i Cambridge, Paris samt vid tyska universitet, och började därefter sin yrkesbana som faderns privatsekreterare.

## Politisk karriär
1892 invaldes Chamberlain i underhuset som liberal-unionistisk ledamot för valkretsen East Worcestershire, ett mandat han bibehöll fram till faderns död 1914, då han efterträdde denne som ledamot för West-Birmingham. 1895, samma år som fadern inträdde i Salisburys ministär blev han civillord i amiralitetet. Från 1900 till 1902 var han statssekreterare i finansdepartementet, 1902–03 postminister i Arthur Balfours kabinett och 1903–05 finansminister i samma regering.
Han delade sin fars åsikter i tullfrågan, men sedan denne på grund av meningsskiljaktigheter i frågan utträtt ur ministären Balfour i september 1903, intog Chamberlain en passiv hållning i frågan. Från 1906, då fadern på grund av sjuklighet inte längre kunde delta i parlamentsförhandlingarna, kom Chamberlain att inta en mer framskjuten plats i unionistpartiet.
1913 blev han ordförande i en kommission för Indiens finanser och inträdde 1915 som minister för Indien i H.H. Asquiths koalitionsregering. Han avgick dock 1917 på grund av regeringens beslut att efter anmälan från indiska myndigheter nedsätta en undersökningskommission för att utreda ansvaret för speciellt sjukvårdens undermåliga organisation under det mesopotamiska fälttåget. Då Chamberlain inte alls ansågs ansvarig, sågs hans avgång som en snarast överdriven samvetsgrannhet.
I april 1918 blev Chamberlain ledamot av krigskabinettet i David Lloyd Georges regering, och i januari 1919 efterträdde han Bonar Law som finansminister, en post han innehade fram till 1921. Från 1921 till 1922 var han lordsigillbevarare och underhusledare. Austen Chamberlain ledde konservativa partiet tillsammans med Lord Curzon 1921–1922. Det var därmed de sista individer att lämna posten utan att ha tjänat som premiärminister fram till William Hagues avgång 2001.
Chamberlain var även utrikesminister 1924–1929, under vilken tid han militärt ingrepp med vapenmakt i Egypten efter mordet på överbefälhavaren därstädes, Lee Stack, 1924. Han var även aktiv i den kinesiska politiken för att tillvarata brittiska intressen. Andra viktiga insatser var hans underlättande av Tysklands inträde i Nationernas förbund i september 1926.  Han mottog Nobels fredspris 1925 för sitt arbete med Locarnopakten. 
Chamberlain har även utgett programförklaringen Peace in our time (1928).